# Valbreken

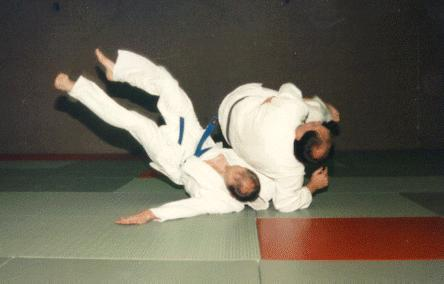
Ushiro-ukemi tijdens een worp

Valbreektechnieken (Japans: ukemi-waza: Koreaans: nakbub (낙법)) zijn technieken die worden toegepast in vechtsporten zoals het judo en zelfverdedigingskunsten zoals het hapkido en jiujitsu om te zorgen dat men zich niet verwondt bij een val en een val te verlichten. Om werptechnieken te oefenen en geworpen te kunnen worden, dient men goed te kunnen valbreken. Vandaar dat men deze technieken vaak vanaf het allereerste stadium al leert. Omdat men in alle mogelijke richtingen neer kan komen, dient men zowel voorwaarts als zijwaarts en achterwaarts te kunnen vallen in alle mogelijke hoeken en vanaf verschillende hoogtes.
De twee voornaamste manieren om de energie van een val onschadelijk te maken, zijn het afslaan en het doorrollen. Bij zelfverdedigingskunsten als het aikido, die veel cirkelvormige bewegingen kennen, wordt vooral het doorrollen zeer veel toegepast.
De voornaamste valbreektechnieken zijn:
| Nederlands        | Japans                           | Koreaans                    |
| Achterwaartse val | Ushiro-ukemi                     | Hoobang nakbub (후방낙법)   |
| Zijwaartse val    | Yoko-ukemi                       | Cheukbang nakbub (측방낙법) |
| Voorwaartse val   | Mae-ukemi                        | Jeonbang nakbub (전방낙법)  |
| Voorwaartse rol   | Mae-mawari-ukemi of zenpo-kaiten | Koyangi nakbub (고양이낙법) |

Het Japanse ukemi betekent het "ontvangen van de gooi/aanval", of letterlijker: "lichaam ontvangen". Het oefenen in valbreken is vaak onderdeel van het opwarmen voordat men de lessen begint. Bij het oefenen wordt veelal eerst over objecten of personen heengesprongen om zo vanaf een wat grotere hoogte te vallen. In het begin bouwt men het echter geleidelijk op, iemand die nog nooit heeft leren valbreken, zal vaak beginnen vanuit een gehurkte positie, of zelfs liggend. Tijdens het vallen is het van belang, niet gespannen te zijn, met een ontspannen lichaam is de kans op blessures kleiner. Het hoofd wordt beschermd door dit in te trekken met de kin op de borst. De timing van het afslaan is erg belangrijk, bij een verkeerde timing krijgen andere delen van het lichaam dan de armen, zoals de rug of schouder, te veel van de klap te verwerken, wat ook tot blessures kan leiden. Ook is het belangrijk de armen in de juiste hoek ten opzichte van het lichaam te houden, en vlak genoeg, zodat een groot oppervlakte van de armen de energie van de val te verwerken heeft.
Behalve dat men vaak al vanaf het allereerste begin leert te valbeken om geworpen te kunnen worden, krijgt men van het leren valbreken ook soepelheid en oefent het de geest. Men raakt voorbereid op willekeurige aanvallen en leert niet bang te zijn om hierbij te vallen, omdat men iedere keer dat men valt weer ongedeerd opstaat. In de harde praktijk met straatstenen en rommel op straat, of binnenshuis obstakels, of grotere hoogtes zoals in flats, is valbreken echter evengoed iets wat zo mogelijk vermeden zal worden, omdat het evengoed tot verwondingen kan leiden, ook bij een perfecte toepassing van valbreektechnieken.